# 李师濂
李师濂，字蓉江，河南林縣（今林州市）人。清朝政治人物。

## 生平
咸丰八年（1858年）戊午科举人，咸豐十年（1860年）庚申恩科進士。分发湖南知縣。以亲老改江苏，权安东县（今涟水县），署上元县。同治六年（1867年）补娄县知县，因父丧丁忧去职。服阙，调补湖南，摄东安县，补耒阳县，罢官归。